# NK Biokovo Zagvozd
Nogometni klub Biokovo (NK Biokovo; Biokovo Zagvozd; Biokovo) je bio nogometni klub iz Zagvozda, Splitsko-dalmatinska županija.

## O klubu
Klub je osnovan 1983. godine, a djelovao je do 1989. godine. Natjecao se u Prvenstvu NSO Split, odnosno Splitskoj ligi.

## Pregled po sezonama
| sezona    | rang lige | liga                | poz.    | klubova u ligi | ut      | pob     | ner     | por     | gol+    | gol-    | bod     | napomene | izvori  |
| Biokovo   | Biokovo   | Biokovo             | Biokovo | Biokovo        | Biokovo | Biokovo | Biokovo | Biokovo | Biokovo | Biokovo | Biokovo | Biokovo  | Biokovo |
| --------- | --------- | ------------------- | ------- | -------------- | ------- | ------- | ------- | ------- | ------- | ------- | ------- | -------- | ------- |
| 1983./84. | VI.       | Prvenstvo NSO Split | 8.      | 11             | 20      | 6       | 3       | 11      | 28      | 52      | 15      |          |         |
| 1984./85. | V.        | Prvenstvo NSO Split | 9.      | 10             | 18      | 2       | 5       | 11      | 25      | 53      | 9       |          |         |
| 1985./86. | V.        | Prvenstvo NSO Split | 7.      | 11             | 20      | 4       | 6       | 10      | 38      | 49      | 14      |          |         |
| 1986./87. | V.        | Prvenstvo NSO Split | 10.     | 12             | 22      | 4       | 4       | 14      | 25      | 46      | 12      |          |         |
| 1987./88. | VI.       | Prvenstvo NSO Split | 9.      | 10             | 18      | 4       | 0       | 14      | 18      | 58      | 8       |          |         |
| 1988./89. | VI.       | Prvenstvo NSO Split | 7.      | 10             | 18      | 4       | 2 (2)   | 12      | 23      | 54      | 10      |          |         |
| 1989./90. | VI.       | Prvenstvo NSO Split | 6.      | 8              | 14      | 2       | 1 (1)   | 11      | 14      | 46      | 5       |          |         |

## Vanjske poveznice
- zagvozd1.blogspot.com, Da li će Antonio pokrenuti školu nogometa u Zagvozdu?, objavljeno 22. srpnja 2007., pristupljeno 16. lipnja 2018.
- [neaktivna poveznica], pristupljeno 16. lipnja 2018.